# کلیدینیوم سی
کلیدینیوم سی (به انگلیسی: Chlordiazepoxide/clidinium bromide یا Librax) یا لیبراکس، دارویی است که از ترکیب کلردیازپوکساید و کلیدینیوم بروماید تشکیل می‌شود و برای درمان زخم معده، سندرم روده تحریک‌پذیر و ورم معده استفاده می‌گردد. همچنین به شکم‌درد، گرفتگی شکم و اختلالات روانی مربوط به شکم کمک می‌کند. این دارو معمولاً به شکل قرص بوده و سه یا چهار مرتبه در روز و قبل از وعده‌های غذایی یا قبل از خواب تجویز می‌گردد. این دارو همچنین نوعی آرام‌بخش از دسته بنزودیازپین بوده و از خانواده آنتی کولینرژیک شناخته می‌شود.

## عوارض جانبی
عوارض جانبی رایج لیبراکس (کلردیازپوکساید و کلیدینیوم بروماید) عبارتند از:
سرگیجه، خواب آلودگی، ضعف، تاری دید، خشکی چشم، خشکی دهان، حالت تهوع، یبوست و نفخ شکم ممکن است رخ دهد. اگر هر یک از این اثرات ماندگار شد یا بدتر شد، فوراً به پزشک یا داروساز خود اطلاع دهید.
برای تسکین خشکی دهان، آب نبات سفت (بدون قند) یا چیپس یخ بمکید، آدامس (بدون قند) بجوید، آب بنوشید یا از جایگزین بزاق استفاده کنید. برای تسکین خشکی چشم، برای اشک مصنوعی یا سایر روان‌کننده‌های چشم با داروساز مشورت کنید.
برای جلوگیری از یبوست، فیبر غذایی بخورید، آب کافی بنوشید و ورزش کنید. همچنین ممکن است نیاز به مصرف ملین داشته باشید. از داروساز خود بپرسید که کدام نوع ملین برای شما مناسب است.
به یاد داشته باشید که این دارو به این دلیل تجویز شده‌است که پزشک شما تشخیص داده‌است که مزایای آن برای شما بیشتر از خطر عوارض جانبی است. بسیاری از افرادی که از این دارو استفاده می‌کنند عوارض جانبی جدی ندارند. مقدار و نوع مصرف توسط پزشک معالج مشخص می‌گردد و نباید خودسرانه مصرف شود یا میزان مصرف تغییر یابد.

### قبل از مصرف
اگر به کلردیازپوکساید یا کلیدینیوم حساسیت دارید یا اگر به موارد زیر حساسیت دارید، نباید از لیبراکس استفاده کنید:
- آب‌سیاه؛
- بزرگ شدن پروستات؛ یا انسداد مثانه یا سایر مشکلات دفع ادرار.

برای اطمینان از اینکه لیبراکس برای شما بی خطر است، اگر تا به حال این مشکلات را داشته‌اید به پزشک خود اطلاع دهید:
- مشکلات چشمی؛
- مشکلات دفع ادرار؛
- مشکلات خونریزی؛
- بیماری کبد یا کلیه؛
- اعتیاد به مواد مخدر یا الکل؛ یا
- افسردگی، بیماری روانی یا افکار خودکشی.
- اگر باردار هستید یا قصد بارداری دارید به پزشک خود اطلاع دهید. کلردیازپوکساید و کلیدینیم ممکن است به جنین آسیب برساند. از مصرف این دارو در سه‌ماهه اول بارداری خودداری کنید.
- از پزشک بپرسید که آیا شیردهی در حین استفاده از این دارو بی خطر است یا خیر. لیبراکس می‌تواند تولید شیر مادر را کند کند.
- لیبراکس برای استفاده توسط افراد کمتر از ۱۸ سال تأیید نشده‌است.

### هشدار[۳]
- کلیدینیوم سی یا لیبراکس می‌تواند تنفس شما را کند یا متوقف کند، به خصوص اگر اخیراً از مواد مخدر، الکل یا سایر داروهایی استفاده کرده باشید که می‌توانند تنفس شما را کند کنند.
- استفاده نادرست از این دارو می‌تواند باعث اعتیاد، اوردوز یا مرگ شود. دارو را در جایی نگهداری کنید که دیگران نتوانند به آن دسترسی پیدا کنند.
- اگر مبتلا به آب‌سیاه، بزرگی پروستات یا مشکل در ادرار هستید، نباید از لیبراکس استفاده کنید.
- بدون مشورت با پزشک مصرف این دارو را قطع نکنید. اگر پس از مصرف طولانی مدت به‌طور ناگهانی مصرف دارو را متوقف کنید، ممکن است عوارض خطرناک و تهدید کننده زندگی داشته باشید. برخی از عوارض ترک دارو ممکن است تا ۱۲ ماه یا بیشتر طول بکشد.
- اگر به کلردیازپوکساید یا کلیدینیم یا سایر بنزودیازپین‌ها مانند آلپرازولام (زاناکس)، کلورازپات (ترانکسن)، دیازپام (والیوم)، لورازپام (آتیوان) یا اگزازپام (سراکس) حساسیت دارید، از لیبراکس استفاده نکنید. کلردیازپوکساید و کلیدینیم می‌توانند باعث نقص مادرزادی در نوزاد متولد نشده شوند. اگر باردار هستید از این دارو استفاده نکنید.
- اگر مصرف این دارو را متوقف کردید و علائمی مانند: حرکات غیرعادی ماهیچه ای، تحرک یا پرحرفی بیشتر، تغییرات ناگهانی و شدید در خلق و خو یا رفتار، گیجی، توهم، تشنج، یا افکار خودکشی دارید، فوراً به پزشک مراجعه کنید.
- هنگام مصرف لیبراکس الکل ننوشید. این دارو می‌تواند اثرات الکل را افزایش دهد. لیبراکس می‌تواند عوارض جانبی ایجاد کند که ممکن است تفکر یا واکنش شما را مختل کند. اگر رانندگی می‌کنید یا هر کاری انجام می‌دهید که نیاز به بیداری و هوشیاری دارد، مراقب باشید. این دارو ممکن است ایجاد عادت کند و باید فقط توسط فردی که برایش تجویز شده‌است استفاده شود.